# Кампорджано
Кампорджа́но (итал. Camporgiano) — коммуна в Италии, располагается в регионе Тоскана, в провинции Лукка.
Население составляет 2393 человека (2008 г.), плотность населения составляет 89 чел./км². Занимает площадь 27 км². Почтовый индекс — 55031. Телефонный код — 0583.
Покровителем коммуны почитается святой апостол Иаков Старший, празднование 25 июля.

## Демография
Динамика населения:

## Администрация коммуны
- Официальный сайт: https://web.archive.org/web/20060927165244/http://www.comunecamporgiano.it/